# Горбуновское
Горбуновское — село в Талицком городском округе Свердловской области России.

## Географическое положение
Село Горбуновское находится на расстоянии 10 километров (по автодороге — в 14 километрах) к северо-западу от города Талицы, на правом берегу реки Юрмыч — левого притока реки Пышмы. Южнее села проходит автодорога федерального значения Р351 (Екатеринбург — Тюмень), или Сибирский тракт.

## Покровская церковь
В 1918 году была построена каменная трёхпрестольная церковь, которая была освящена честь Покрова Пресвятой Богородицы 12 марта 1918 года. Церковь была закрыта в 1930-е годы, а в советское время снесена.

## Население
| 2002 | 2010 | 2021 |
| ---- | ---- | ---- |
| 736  | ↘641 | ↘540 |